# Emma Caulfield
Emma Caulfield, pseudonimo di Emma Chukker (San Diego, 8 aprile 1973), è un'attrice e video blogger statunitense.

## Biografia
Il padre è tedesco, la madre è una cantante; ha una sorella di nome Sam. Il 23 agosto 2006 ha sposato Cornelius Grobbelaar, da cui poi divorzierà nel 2010.
Emma ha iniziato a recitare alle superiori, ma ha poi accantonato la recitazione per continuare i suoi studi di psicologia alla San Francisco State University. Dopo un anno e mezzo ha abbandonato anche il college per riprendere i corsi di drammarturgia a Los Angeles. Il suo nome d'arte Caulfield è un riferimento a Holden Caulfield, protagonista del libro Il giovane Holden.
Nel 2010 le è stata diagnosticata la sclerosi multipla.

### Carriera
Ha raggiunto la fama durante la sesta stagione del teen drama Beverly Hills 90210 interpretando Susan Keats, la fidanzata di Brandon. Ha ottenuto poi la parte di Lorraine Miller nella soap opera General Hospital. Prima di approdare a Buffy l'ammazzavampiri, ha partecipato come guest star a molte serie televisive, come Detective Monk o Bayside School.
In Buffy l'ammazzavampiri ha interpretato Anyanka, un demone della vendetta nella terza stagione. Gli autori, considerando il suo talento e la sua simpatia, l'hanno scritturata come guest star nella quarta stagione e come personaggio ricorrente del cast nella quinta, sesta e settima stagione.
Sul grande schermo, ha ottenuto il ruolo di protagonista nell'horror Al calare delle tenebre (2003). Nel 2004, invece, è stata la protagonista femminile del film per la televisione La chiave del cuore. In precedenza, nel 2002 aveva interpretato il ruolo di Heidi nella pellicola Chance, diretta dalla collega dal set di Buffy Amber Benson; le sue scene sono state tuttavia accidentalmente tagliate, e lei sostituita nell'interpretazione da Lara Rhodes.
Nel 2010 ha pubblicato il suo film inedito Bandwagon, diviso in 10 puntate di una serie web, che avrà poi una seconda stagione nel 2011. Nel 2012 appare come guest star nella serie Once Upon A Time, nel ruolo della strega della fiaba di Hänsel e Gretel, ricevendo grande acclamazione dalla critica. Sempre nello stesso anno ha aperto un canale YouTube con il nick Essnemma, il suo video blog, pubblicando video ogni martedì (Grab Bag Tuesday) e giovedì (Advice Thursday) e tenendosi in contatto con i suoi fan attraverso le sue pagine Facebook, Twitter e Tumblr. È inoltre coautrice del fumetto online Contropussy.

## Filmografia

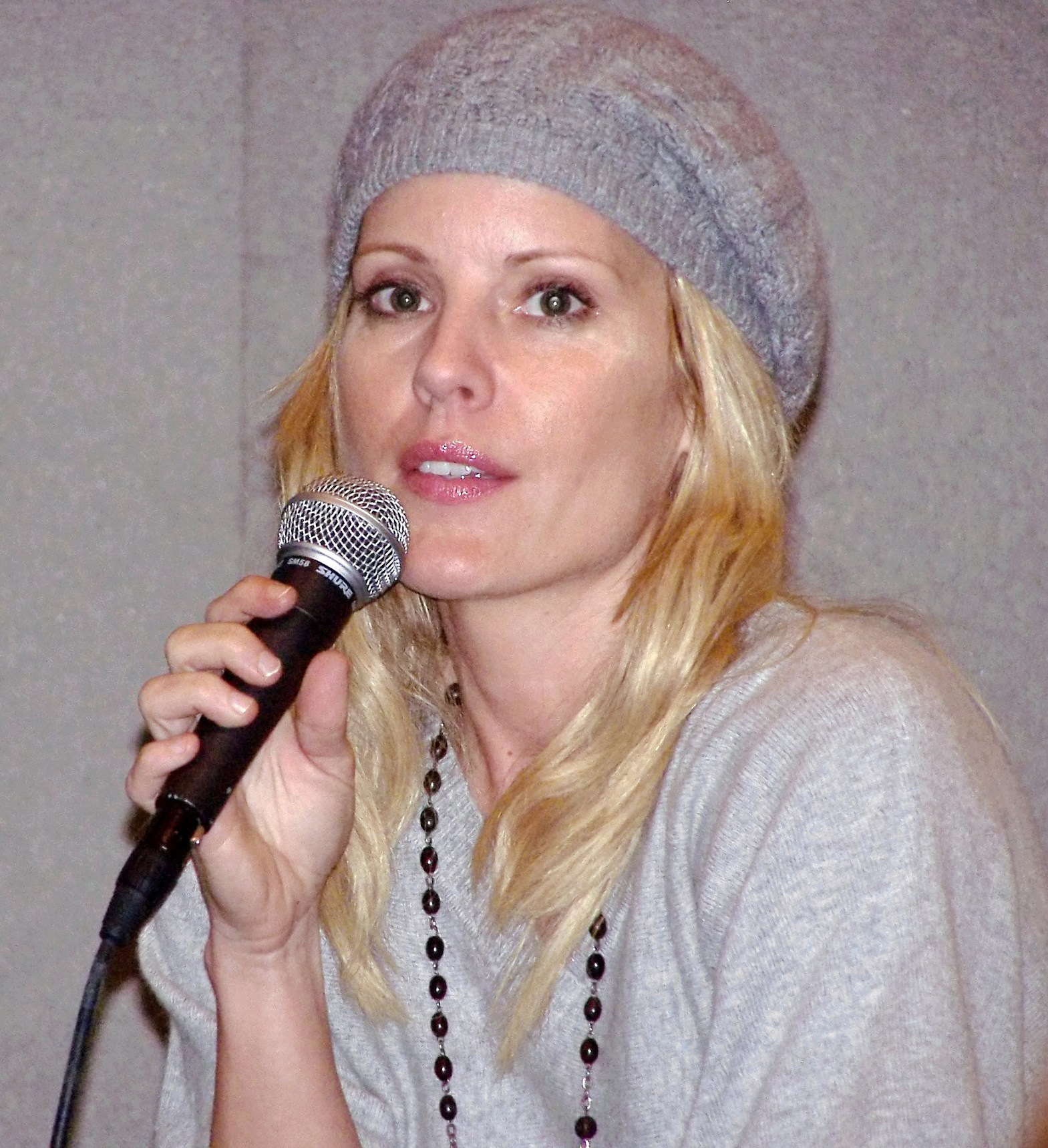
Emma Caulfield nel 2008

### Cinema
- Chance, regia di Amber Benson (2002) – scene eliminate
- Al calare delle tenebre (Darkness Falls), regia di Jonathan Liebesman (2003)
- Bandwagon, regia di Karri Bowman (2004)
- Hollow, regia di Paul Bickel (2007)
- TiMER, regia di Jac Schaeffer (2009)
- Why Am I Doing This?, regia di Tom Huang (2009)
- Confined, regia di Andrew C. Erin (2010)
- Removal, regia di Nick Simon (2010)
- Back in the Day, regia di Michael Rosenbaum (2014)
- America Is Still the Place, regia di Patrick Gilles (2014)
- Telling of the Shoes, regia di Amanda Goodwin (2014)

### Televisione
- La legge di Burke (Burke's Law) – serie TV, episodio 1x04 (1994)
- Bayside School - Un anno dopo (Saved by the Bell: The New Class) – serie TV, episodio 2x04 (1994)
- Renegade – serie TV, episodio 3x11 (1994)
- Weird Science – serie TV, episodio 3x09 (1995)
- Beverly Hills 90210 (Beverly Hills, 90210) – serie TV, 30 episodi (1995-1996)
- Due poliziotti a Palm Beach (Silk Stalkings) – serie TV, episodi 4x17-7x06 (1995-1997)
- General Hospital – serial TV, 39 puntate (1996-1997)
- Nash Bridges – serie TV, episodio 3x14 (1998)
- Buffy l'ammazzavampiri (Buffy the Vampire Slayer) – serie TV, 81 episodi (1998-2003)
- La chiave del cuore (I Want to Marry Ryan Banks), regia di Sheldon Larry – film TV (2004)
- Detective Monk (Monk) – serie TV, episodio 3x06 (2004)
- Le due verità di Kate (In Her Mother's Footsteps), regia di Farhad Mann – film TV (2006)
- Il fantasma di San Valentino (A Valentine Carol), regia di Mark Jean – film TV (2007)
- Private Practice – serie TV, episodio 2x17 (2009)
- Life Unexpected – serie TV, 11 episodi (2010-2011)
- Gigantic – serie TV, 15 episodi (2010-2011)
- Bandwagon: The Series – serie web, 15 episodi (2010-2011)
- Prime Suspect – serie TV, episodio 1x09 (2011)
- Leverage - Consulenze illegali (Leverage) – serie TV, episodio 4x15 (2011)
- C'era una volta (Once Upon a Time) – serie TV, 7 episodi (2012-2016)
- Leap Year – serie TV, episodio 2x02 (2012)
- Husbands – serie web, episodi 2x01-2x02 (2012)
- Royal Pains – serie TV, episodi 4x15-4x16 (2012)
- Supergirl – serie TV, episodio 1x10 (2016)
- Training Day – serie TV, episodio 1x05 (2017)
- Fear the Walking Dead – serie TV, episodio 3x03 (2017)
- WandaVision, regia di Matt Shakman – miniserie TV, 4 puntate (2021)
- Agatha All Along, regia di Jac Schaeffer, Rachel Goldberg e Gandja Monteiro – miniserie TV (2024)

## Doppiatrici italiane
Nelle versioni in italiano delle opere in cui ha recitato, Emma Caulfield è stata doppiata da:
- Laura Latini in Buffy l'ammazzavampiri, Detective Monk, Il fantasma di San Valentino
- Francesca Fiorentini in La chiave del cuore, Life Unexpected
- Laura Lenghi in Private Practice, Supergirl
- Stella Musy in WandaVision, Agatha All Along
- Franca D'Amato in Beverly Hills, 90210
- Ilaria Latini in Buffy l'ammazzavampiri (ep. 5x03-5x05-5x06-5x07)
- Rossella Acerbo in Al calare delle tenebre
- Valentina Favazza in Le due verità di Kate
- Ilaria Stagni in Prime Suspect
- Roberta Paladini in Leverage - Consulenze illegali
- Claudia Razzi in C'era una volta (st. 1)
- Chiara Colizzi in C'era una volta (st. 5)
- Giuppy Izzo in Royal Pains